# CONCACAF Champions' Cup 1986
La CONCACAF Champions' Cup 1986 è stata la 22ª edizione della massima competizione calcistica per club centronordamericana, la CONCACAF Champions' Cup.

## Nord/Centro America

### Nord

#### Primo turno
| Squadra 1              | Totale | Squadra 2               | Andata | Ritorno |
| ---------------------- | ------ | ----------------------- | ------ | ------- |
| Pembroke Hamilton Club | 2 - 0  | New York Greek American | 1 - 0  | 1 - 0   |

#### Secondo turno
| Squadra 1   | Totale | Squadra 2              | Andata | Ritorno |
| ----------- | ------ | ---------------------- | ------ | ------- |
| Real Verdes | 2 - 4  | Pembroke Hamilton Club | 2 - 1  | 0 - 3   |

- Pembroke Hamilton avanza al turno Intermedio.

### Centro Gruppo 1

#### Primo turno
| Squadra 1          | Totale          | Squadra 2        | Andata | Ritorno |
| ------------------ | --------------- | ---------------- | ------ | ------- |
| Juventud Retalteca | 1 - 3           | L.D. Alajuelense | 1 - 1  | 0 - 2   |
| C.D. Marathón      | 3 - 3 (2-4 pen) | Alianza F.C.     | 0 - 1  | 3 - 2   |

#### Secondo turno
| Squadra 1        | Totale | Squadra 2    | Andata | Ritorno |
| ---------------- | ------ | ------------ | ------ | ------- |
| L.D. Alajuelense | 2 - 1  | Alianza F.C. | 1 - 0  | 1 - 1   |

- L.D. Alajuelense avanza alle Semifinali CONCACAF.

### Centro Gruppo 2

#### Primo turno
| Squadra 1          | Totale | Squadra 2          | Andata | Ritorno |
| ------------------ | ------ | ------------------ | ------ | ------- |
| Deportivo Saprissa | 2 - 3  | CSD Comunicaciones | 0 - 3  | 2 - 0   |
| Atlético Marte     | 2 - 4  | C.D. Motagua       | 1 - 0  | 1 - 4   |

#### Secondo turno
| Squadra 1          | Totale | Squadra 2    | Andata | Ritorno |
| ------------------ | ------ | ------------ | ------ | ------- |
| CSD Comunicaciones | 2 - 3  | C.D. Motagua | 1 - 1  | 1 - 2   |

- C.D. Motagua avanza al turno intermedio.

### Turno intermedio
| Squadra 1    | Totale | Squadra 2              | Andata | Ritorno |
| ------------ | ------ | ---------------------- | ------ | ------- |
| C.D. Motagua | 3 - 5  | Pembroke Hamilton Club | 3 - 2  | 0 - 3   |

- Pembroke Hamilton avanza alle Semifinali CONCACAF.

## Caraibi

### Nord

#### Primo turno
| Squadra 1          | Totale | Squadra 2  | Andata | Ritorno |
| ------------------ | ------ | ---------- | ------ | ------- |
| Olympique du Marin | 0 - 1  | CS Moulien | 0 - 1  | 0 - 0   |
| Sirocco F.C.       | 2 - 4  | Trintoc    | 1 - 2  | 1 - 2   |

#### Secondo turno
| Squadra 1 | Totale | Squadra 2  | Andata | Ritorno |
| --------- | ------ | ---------- | ------ | ------- |
| Trintoc   | 3 - 2  | CS Moulien | 1 - 1  | 2 - 1   |

#### Terzo turno
| Squadra 1   | Totale | Squadra 2 | Andata | Ritorno |
| ----------- | ------ | --------- | ------ | ------- |
| Seba United | 1 - 2  | Trintoc   | 1 - 1  | 0 - 1   |

- Trintoc avanza alle Semifinali CONCACAF.

### Sud

#### Primo turno
| Squadra 1       | Totale | Squadra 2    | Andata | Ritorno |
| --------------- | ------ | ------------ | ------ | ------- |
| S.C. Kouroucien | 0 - 3  | SV Transvaal | 0 - 1  | 0 - 2   |
| SV Juventus     | 0 - 9  | SV Robinhood | 0 - 5  | 0 - 4   |

- SV Robinhood avanza al terzo turno, le altre al secondo.

#### Secondo turno
| Squadra 1    | Totale | Squadra 2 | Andata | Ritorno |
| ------------ | ------ | --------- | ------ | ------- |
| SV Transvaal | 6 - 2  | UNDEBA    | 5 - 1  | 1 - 2   |

#### Terzo turno
| Squadra 1    | Totale | Squadra 2    | Andata | Ritorno |
| ------------ | ------ | ------------ | ------ | ------- |
| SV Robinhood | 2 - 3  | SV Transvaal | 2 - 2  | 0 - 1   |

- SV Transvaal avanza alle Semifinali CONCACAF.

## CONCACAF Final Series

### Semifinali
| Squadra 1        | Totale          | Squadra 2              | Andata | Ritorno |
| ---------------- | --------------- | ---------------------- | ------ | ------- |
| L.D. Alajuelense | 4 - 1           | Pembroke Hamilton Club | 4 - 0  | 0 - 1   |
| Trintoc          | 4 - 4 (3-4 pen) | SV Transvaal           | 2 - 4  | 2 - 0   |

### Finale
| Squadra 1        | Totale | Squadra 2    | Andata | Ritorno |
| ---------------- | ------ | ------------ | ------ | ------- |
| L.D. Alajuelense | 4 - 2  | SV Transvaal | 2 - 1  | 2 - 1   |

## Campione
| CONCACAF Champions' Cup 1986 Campioni |
| ------------------------------------- |
| Costa Rica (bandiera)                 |
| L.D. Alajuelense Primo Titolo         |